# Hussein Muayad
Ajatollah Scheich Hussein Muayad (arabisch حسين المؤيد; geb. 1965 in al-Kazimiyya, Bagdad) war ein schiitischer Geistlicher, der zum Sunnitentum 2006 konvertierte. Er studierte und lebte fast zwei Jahrzehnte in der iranischen Stadt Ghom (Qom).
Er ist Präsident und Gründer des Knowledge Forum (Wissensforums) in Bagdad, Irak.
Hussein Muayad war einer der 138 Unterzeichner des offenen Briefes Ein gemeinsames Wort zwischen Uns und Euch (engl. A Common Word Between Us & You), den Persönlichkeiten des Islam an „Führer christlicher Kirchen überall“ (engl. "Leaders of Christian Churches, everywhere …") sandten (13. Oktober 2007).